# Nicolas de Salm-Neubourg
Nicolas de Salm-Neubourg, né en 1459, mais pas à Vielsalm (Luxembourg), bien que certains l'affirment  et mort le 4 mai 1530 au manoir de Salmhof (Autriche), est un membre de la maison de Salm-en-Vosges, comte régnant de Neubourg (cf. Dictionnaire géographique portatif, t. II, par l'abbé Vosgien, 1799 : Neubourg, p. 111) et officier supérieur au service de la monarchie autrichienne. Devenu commandant en chef des armées du Saint Empire, il est célèbre pour sa défense de Vienne pendant le siège de la ville par les forces ottomanes en 1529.

## Vie
Fils cadet du comte Jean IV, baron de Viviers (1431-1485), et de son épouse Marguerite de Sierck (1437-1520), Nicolas de Salm-Neubourg est issu de la maison de Salm-en-Vosges, descendants de l'antiroi Hermann de Salm (mort en 1088).
À l'âge de 17 ans, en 1476, il participe à la bataille de Morat au cours des guerres de Bourgogne soutenant l'alliance contre le duc Charles le Téméraire. En 1488 il combat dans le comté de Flandre au service des Habsbourg, et il est fait colonel impérial trois ans plus tard. En 1509 il combat en Italie sous le commandement du célèbre Georg von Frundsberg et conquiert l'Istrie. À Pavie, en 1525, il fait prisonnier le roi de France, François Ier. L'année suivante, dans la guerre des Paysans allemands, il a réprimé la rébellion dans le Tyrol et a conquis la ville de Schladming (Styrie) dans l'Autriche intérieure.
C'est alors qu'il est âgé de 70 ans, en 1529, qu'on lui confie la défense de Vienne, capitale de la monarchie de Habsbourg, face à une armée ottomane de plus de 100 000 hommes. Après la défense réussie de la ville, en commun avec son beau-frère Wilhelm von Roggendorf et les forces de Philippe du Palatinat-Neubourg, il fut inféodé avec le comté immédiat de Neubourg. Néanmoins, il avait été blessé dans le cadre des combats et il est mort bientôt. Le tombeau se trouve à présent dans l'Église votive de Vienne.
Ses descendants dominent sur Neubourg jusqu'à l'extinction de la lignée en 1654, à la suite de quoi le comté fut acheté par Georg Ludwig von Sinzendorf, homme d'État sous le règne de Léopold Ier de Habsbourg. Après la chute de Sinzendorf en 1680, le pays était séquestre et confisqué par la Chambre de la Cour. Une arrière petite nièce de Nicolas, Christine de Salm (1575-1627), épouse du duc François II de Lorraine, est une aïeule de la maison de Habsbourg-Lorraine.